# Mistrovství Evropy v plaveckých sportech 1981
Mistrovství Evropy v plaveckých sportech za rok 1981 proběhlo ve Splitu, Jugoslávie (dnes Chorvatsko) ve dnech 5. až 12. září 1981.
Soutěže
- Plavání
- Skoky do vody
- Umělecké plavání
- Vodní pólo